# Franz Müller (Politiker, 1886)
Franz Müller (* 16. Dezember 1886 in Obernburg am Main; † 20. Mai 1945 in Regensburg) war ein deutscher Verwaltungsjurist und Landrat.

## Leben
Nach dem Studium der Rechtswissenschaften an der Ludwig-Maximilians-Universität München (Mitglied der katholischen Studentenverbindung Ottonia) und der Julius-Maximilians-Universität Würzburg legte Franz Müller 1910 die erste juristische Staatsprüfung ab und leistete den dreijährigen Vorbereitungsdienst (Referendariat). 1913 folgte in Würzburg das Große juristische Staatsexamen. Am Ersten Weltkrieg nahm er von 1914 an als Militärgeschichtsschreiber teil. 1918 kam er als Akzessist zur Regierung von Unterfranken und wurde später Assessor in Gerolzhofen. Dort blieb er bis 1926, als er im Reichsversicherungsamt bzw. beim Reichskommissar für die Ablösung der Kriegsanleihen Verwendung gefunden hatte. 1932 wurde er zum Regierungsrat ernannt und kehrte Mitte 1933 in die Kommunalverwaltung zurück, als er Vertreter des Bezirksamtsvorstands in Eschenbach wurde. Vom 1. Mai 1935 an fungierte er dort als Bezirksamtsvorstand (ab 1939 Landrat). Dieses Amt hatte er bis Januar 1940 inne, als er zum Landrat des Landkreises Straubing bestimmt wurde. Von April 1942 nahm er zugleich die Geschäfte des Landrats in Bogen wahr. Am 30. April 1945 wurde er seiner Ämter enthoben und interniert. Müller starb während der Haftzeit.
Er war zum 1. Mai 1933 in die NSDAP eingetretenen (Mitgliedsnummer 2.526.225) und wurde noch im selben Jahr Mitglied der SA, wo er zuletzt Truppführer war. 